# 雜色平鮋
雜色平鮋，為輻鰭魚綱鮋形目鮋亞目平鮋科的其中一種，為溫帶海水魚，分布於東北太平洋阿留申群島至美國奧勒岡州海域，棲息深度70-588公尺，體長可達38公分，棲息在底層水域，卵胎生，生活習性不明，可做為食用魚及遊釣魚。